# Club Sporting Cristal (femenino)
El Club Sporting Cristal Femenino es un equipo de fútbol peruano, radicado en la ciudad del Rímac, Lima. Juega en la Primera División de fútbol femenino de Perú , que es la máxima categoría del fútbol femenino profesional en Perú, organizada por la Federación Peruana de Fútbol. 
Su mayor logro fue salir bicampeón de la Primera División en 1998 y 1999, además de conseguir el subcampeonato en el Torneo de 1997.

## Historia
En 1996, el club femenino fue uno de los fundadores de la Primera División de Fútbol Femenino Peruano, al alero de la Asociación Nacional de Fútbol Profesional (ANFP), en cuya primera edición obtuvo el subcampeonato.
Con el inicio de la Primera División Femenina en 1996, se formó el equipo y éste se mantuvo activo hasta el año 2000. En este periodo, al igual que el equipo masculino, las chicas fueron bicampeonas nacionales en los años 1998 y 1999. Asimismo, en el año 2000 ganó el Campeonato Sudamericano, organizado por la FPF, realizado en Lima al ganar la final por 2-0 al Sport Coopsol en el Estadio Nacional.
En 2018, Sporting Cristal regresó a los torneos oficiales de fútbol femenino organizados por la Federación Peruana de Fútbol, en las categorías de Primera División y fútbol formativo.
Entre sus principales figuras estaban: su primera capitana Joanna Lombardi, al igual que Luz María Román, las talentosas Miryan Tristán, Sugey Medina, Paola Angulo, Gabriela León, su arquera Mery Medina, su goleadora Olienka Salinas y demás figuras.
El club tiene un total de 2 títulos de la Primera División Femenina, lo que lo coloca en el Puesto 3 de la tabla histórica junto a Alianza Lima Femenino.

## Estadio
Sporting Cristal juega sus encuentros en condición de local en el Estadio Alberto Gallardo, de propiedad del Instituto Peruano del Deporte y con derecho de uso por parte del club hasta el año 2022. El recinto deportivo se ubica en el distrito de San Martín de Porres; además, está ubicado a las orillas del río Rímac, uno de los ríos de mayor longitud del Perú.

## Datos del club
- Temporadas en Primera División femenina: 1 (1996-2000, 2018-presente)
- Mejor puesto en la liga: 1° (Campeón en 1998 y 1999)

## Entrenadores

### Cronología
- Lizandro Barbarán (1998-2001)
- Isabel Berrios (2008-2012)
- Joanna Lombardi (2013)
- Fernando Mellán (2013-2014)
- Andrés Aguayo (2014-2016)
- Germán Rodríguez (2017-2019)
- Carlos Véliz (2020-2022)
- Doriva Bueno (2022-2023)
- Lizandro Barbarán (2024-Act.)

## Palmarés
| Competición                       | Títulos     | Subcampeonatos |
| --------------------------------- | ----------- | -------------- |
| Campeonato Metropolitano Femenino | 1998, 1999. | 1997.          |